# Arnold Geulincx

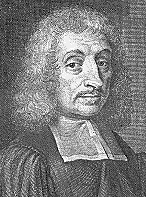
Arnold Geulincx

Arnold Geulincx (ˈɣøʏlɪŋks) (* 31. Januar 1624 in Antwerpen; † November 1669 in Leiden) war ein flämisch-niederländischer Theologe, Logiker und Philosoph. Neben Malebranche gilt er als ein Hauptvertreter des Okkasionalismus.

## Leben
Geulincx studierte an der Universität Löwen. Unter seinen Professoren befand sich mit Wilhelm Philippi ein erklärter Anhänger des Descartes. Philippi wurde später von der Universität relegiert. 1646 beendete Geulincx seine Studien, erhielt eine Lehrstelle am Pädagogium und wurde 1652 Dekan der Philosophischen Fakultät. Am 16. September 1658 wurde er Doktor der Medizin. Noch im selben Jahr wurde ihm die Professur entzogen, vermutlich wegen seiner jansenistischen Überzeugungen und einem Denken, das sich zu weit von den Grundannahmen des Aristoteles entfernte. Geulincx ging nach Leiden in die Niederlande und wurde dort unter dem Einfluss seines Freundes Abraham Heidanus (oder: Heydanus) 1663 Calvinist. Heidanus sorgte auch für die Professur Geulincx an der Universität Leiden. Ab 1662 lehrt er dort Logik und wurde 1665 außerordentlicher Professor für Philosophie und Ethik. Er starb dort vermutlich an der Pest.

## Philosophie
In seiner Philosophie verbindet er Rationalismus und Mystizismus.
In der Tradition René Descartes’ beschäftigte er sich mit der Philosophie des Geistes, entwickelte dessen Thesen fort und begründete den Occasionalismus. Danach sind Körper und Geist getrennte Bereiche, die nur scheinbar in Wechselwirkung miteinander stehen, zwischen denen tatsächlich aber Gott unablässig vermittelt und die Ereignisse beider Bereiche so synchronisiert, dass wir den Eindruck einer kausalen Verbindung erhalten.
Geulincx Denken beginnt mit einer scharfen Gegnerschaft zum naiven Realismus. Neben der Überzeugung, alle unsere Vorstellungen seien rein subjektiv, tritt später ein ausgearbeiteter Dualismus von Leib und Seele, Körper und Geist, den er von Descartes übernimmt. Anders als Descartes leugnet Geulincx jedoch jeden kausalen oder Kausalität begründenden Zusammenhang zwischen Körper und Geist. Im Uhrengleichnis gibt er das Bild zweier auf den Sonnenlauf exakt abgestimmter Uhren, die völlig unabhängig voneinander funktionieren, aber dennoch stets die gleiche Zeit anzeigen. Gott ist als Schöpfer die Ursache dieser Korrespondenz und erzeugt so bei Gelegenheit die Übereinstimmung von Geist und Körper. Den Zusammenhang von Körper und Geist, Leib und Seele, nennt Geulincx daher auch ein „Wunder“.

„Gott, der die Ursache der körperlichen und Geistestatsachen ist, ist in der Wahrheit die alleinige Ursache im Universum. Keine Tatsache enthält in sich den Boden von irgendeinem anderem; das Bestehen der Tatsachen liegt am Gott, ihre Reihenfolge und Koexistenz liegen auch an ihm. Er ist der Boden von allem, was ist.“

In der Ontologie nimmt Geulincx an, dass, soweit wir die Wirkweisen der Dinge (der Körper, des Geistes) nicht erkennen, wir auch nicht Ursache dieser Phänomene sind (quod nescis quomodo fiat, id non facis). Da wir die Ursachen und Wirkweisen unseres jeweils eigenen Willens selbst nicht erkennen, ist dieser auch nicht Ursache der äußeren Wirkung. Alles wird von Gott bestimmt.

„Auf Grund dieser Überlegungen muß ich zur klaren Einsicht kommen, daß genau so wenig, wie ich auf die Dinge dieser Welt einwirken kann, diese auf mich einwirken können … Jetzt also ist mir meine Stellung in der Welt bekannt. Reiner Zuschauer bin ich in dieser Welt. Zuschauer bin ich in diesem Stück - nicht Spieler!“

Folgerichtig lehrt Geulincx in seiner Ethik auch als höchste Tugend die Demut (Ergebung in den Willen Gottes), Fleiß, Gewissenhaftigkeit und Gerechtigkeit. Diese höchsten Tugenden lösen somit drei der vier klassischen antiken Kardinaltugenden (Weisheit, Tapferkeit, Besonnenheit, Gerechtigkeit) ab.
In Bezug zur Frage des Rationalismus und des Verhältnisses zu Spinoza scheint Geulincx wie kein anderer seiner Zeit sich dem Pantheismus „so nah wie möglich angenähert zu haben“ (Georges Lyon).
Ludwig Feuerbach über die Ausbildung der Cartesianischen Philosophie durch Arnold Geulincx: „Das Prinzip seiner Philosophie ist wie bei Descartes der Geist, dessen Wesen das Denken ist, und zwar wie bei diesem das Denken, das lediglich die Abstraktion und Unterscheidungstätigkeit vom Sinnlichen, nur das auf sich selbst sich beziehende Bewusstsein ist. Der Geist, sagt Arnold Geulincx, oder ich (nämlich als Geist), denn es ist eins, bin etwas von allem Sinnlichen absolut Unterschiedenes, meine Begriffs- und Wesensbestimmung ist einzig das Denken; Ego sola cognitione volitioneque definior.‘“
In seiner Schrift „Logica fundamentalis“ beschäftigt Geuincx sich mit dem Syllogismus und stellt die Frage nach der Allgemeingültigkeit des Modus Darapti, eines der Modi der dritten Figur des kategorischen Syllogismus.
Seine Werke verfasste er auf Latein.
Neben Einfluss auf Malebranche und andere Philosophen hat Geulincx Denken große Wirkung auf das Werk von Samuel Beckett ausgeübt.

## Schriften
Werke in zeitgenössischen Ausgaben (Auswahl)
- Quaestiones quodlibeticae (1653)
- Logica restituta (1662)
- Logica fundamentalis (1662)
- Methodus inveniendi argumenta (1663)
- Saturnalis (ehedem: Quaestiones quodlibeticae) (1664)
- Ethica. De virtute (1665)
- ΓΝΩΘΙ ΣΕΑΥΤΟΝ sive Arnoldi Geulincs Ethica. Post tristia authoris fata in lucem edita per Philarethum ([Cornelius Bontekoe]). Leiden 1675
  - ΓΝΩΘΙ ΣΕΑΥΤΟΝ sive Ethica (Tract. I u. II). Apud Janssonio-Waesbergios, Amsterdam 1696
- Physica vera (1688)
- Annotata in Principia philosophiae R. Cartesii (1691)
- Metaphysica vera (1691)

Gesamtausgabe
- J. P. N. Land (Hrsg.): Arnoldi Geulincx Antverpiensis Opera Philosophica. 3 Bände. Nijhoff, Den Haag 1891–1893.

Andere Ausgaben (Auswahl)
- Éthique, H. Bah (übers.). Brepols, Turnhout 2009, ISBN 978-2-503-52761-1
- De virtute et primis eius proprietatibus, quae vulgo virtutes cardinales vocantur / Ethik oder Über die Kardinaltugenden. Übersetzt von Georg Schmitz (Meiners Philosophische Bibliothek. Band 2). Meiner, Hamburg 1948.
- C. Verhoeven (Hrsg.): Van de hoofddeugden. De eerste tuchtverhandeling [De virtute et primus ejus proprietatibus]. Ambo, Baarn, 1986 [Es handelt sich um Auszüge aus Spinozas Ethik, von Geulincx ins Niederländische übersetzt, erstmals hrsg. von J. P. N. Land, Antwerpen 1895]
- Metaphysics. Translated with a Preface and Notes by Martin Wilson. Christoffel Press, Birmingham, ISBN 0-9527723-4-5
- Ethics. With Samuel Beckett’s notes. Ed. by Han van Ruler and Anthony Uhlmann. Translated by Martin Wilson (Brill’s Studies in Intellectual History. Nr. 146). Boston, Brill 2006, ISBN 90-04-15467-1